# Guo Yuehua
Guo Yuehua (郭跃华, Xiamen, 4 februari 1956) is een Chinees tafeltennisser. Hij werd in 1981 en 1983 wereldkampioen enkelspel, nadat hij in 1977 en 1979 al de finale haalde. De Chinees won in 1983 samen met zijn landgenote Ni Xia Lian tevens de wereldtitel in het gemengd dubbelspel en in zowel 1980 als 1982 de World Cup enkelspel.
Yuehua werd in 2001 opgenomen in de ITTF Hall of Fame.

## Internationale loopbaan
Yuehua nam aan vier edities van de wereldkampioenschappen deel en stond elke keer in de eindstrijd van het enkelspeltoernooi. Zowel in Birmingham 1977 als Pyongyang 1979 veroordeelde een Japanner hem in de finale tot de zilveren medaille. Yuehuas kwelgeest heette in eerste instantie Mitsuru Kohno en twee jaar later Seiji Ono. Zowel in Novi Sad 1981 als Tokio 1983 was het wel raak. Beide keren was hij zijn landgenoot Cai Zhenhua de baas in de finale.
Yuehua's eerste enkelspeltitel was zijn tweede gewonnen wereldkampioenschap, nadat hij in 1977 wel het toernooi voor landenploegen won met het Chinese team. Met China won hij het landentoernooi ook in 1981 en 1983. Het winnen van het wereldkampioenschap gemengd dubbel met Ni Xia Lian in 1983 bepaalde zijn totaal aantal wereldtitels op zes. Dit waren er zeven geweest, indien Yuehue niet aan de zijde van Xie Saike de finale van het dubbelspel voor mannen had verloren van landgenoten Cai Zhenhua en Li Chen-Shih in 1981. Het bleek de enige discipline waarin de Chinees verstoken zou blijven van een wereldtitel.
Yuehua speelde in clubverband onder meer voor het Duitse SSV Heinzelmann Reutlingen, waarmee hij in 1988 de ETTU Cup won.

## Erelijst
Belangrijkste resultaten:
- Wereldkampioen enkelspel 1981 en 1983
- Wereldkampioen gemengd dubbel 1983 (met Ni Xia Lian)
- Winnaar WK-landenploegen 1977, 1981 en 1983 (met China)
- Winnaar World Cup enkelspel 1980 en 1982
- Winnaar Aziatisch kampioenschap enkelspel 1978
- Winnaar Aziatisch kampioenschap dubbelspel 1980 en 1982 (beide met Xie Saike)
- Winnaar Aziatische Spelen dubbelspel 1978 (met Huang Dongsheng)
- Winnaar Aziatische Spelen gemengd dubbel 1978 (met Zhang Li)